# Марија Брањас
Марија Брањас Морера (шп. María Branyas Morera; Сан Франциско, 4. март 1907 — Олот, 19. август 2024) била је шпанска суперстогодишњакиња која је према гинисовој књизи рекорда носила титулу најстарије живе особе на свету у периоду од 17. јануара 2023. до 19. августа 2024. године. Тренутно је најстарија особа која је икада живела у Шпанији.

## Биографија
Марија Брањас Морера рођена је у Сан Франциску, Калифорнија, Сједињене Америчке Државе, 4. марта 1907. године. Њени родитељи били су Ђузеп Брањас и Тереза Морера. Имала је троје браће и сестара: Ђузепа (рођеног 1902), Терезу (рођену 1905) и Вилијама (рођеног 1913). 1903. године, њен отац отпутовао је у Мексико преко Веракруза да настави посао свог ујака, међутим, 19. маја 1904. године, вратио се у Веракруз да би сачекао долазак брода "SS Montserrat" и поново се ујединио са супругом Терезом и њиховим сином Ђузепом. Породица је 5. октобра 1906. године емигрирала у Сан Франциско у Калифорнији, одакле су отпутовали у Њу Орлеанс пре него што су се крајем маја 1915. године настанили у Олоту, у Каталонији. Током путовања за Шпанију на броду, Марија је претрпела пад који јој је оштетио бубну опну и трајни губитак слуха. Пред крај пута, њен отац преминуо је од туберкулозе, 3. јуна 1915. године, у 38. години живота, остављајући мајку да сама одгаја њихово петоро деце.
16. јула 1931. године, Марија се удала за Џоуна Морета Руру и заједно су имали троје деце: Аувгуста (1932), Терезу (1933) и Розу (1944). Када је 18. јула 1936. избио Шпански грађански рат, њен супруг побегао је у Француску пре него што се поново вратио у Шпанију преко Сан Себастијана.
У новембру 2000. године, у доби од 93 године, преселила се у старачки дом у Олоту. У доби од 110 година, и даље је читала новине сваки дан.
22. децембра 2019. године, након смрти 113-годишње Јосефе Сантос Гонзалес, постала је најстарија жива особа у Шпанији.
У априлу 2020. године, у доби од 113 година, била је је позитивна на Ковид 19, али успешно се опоравила, док је у јануару 2021. године примила обе дозе вакцине против ковида 19, што ју је тада чинило једном од најстаријих људи који су се вакцинисали.
18. јануара 2022. године, након смрти 112-годишњег Сатурнина де ла Фуенте Гарсије, постала је последња преживела особа у Шпанији рођена у деценији 1900-их.
17. јануара 2023. године, након смрти 118-годишње Лисил Рандон из Француске, постала је најстарија жива особа на свету.
21. априла 2023. године, у доби од 116 година и 48 дана, премашила је старост Ане Веле Рубио (1901—2017) од 116 година и 47 дана, поставши најстарија особа која је икада живела у Шпанији.
Марија Брањас Морера преминула је у Олоту, Каталонија, Шпанија, 19. августа 2024. године, у доби од 117 година и 168 дана. Након њене смрти, тада 116-годишња Томико Итока из Јапана, преузела је титулу најстарије живе особе на свету.